# グリード (ダイスゲーム)
グリードは1986年にアバロンヒル社から発売されたパーティーゲーム。
- プレイ人数は2人以上。
- プレイ時間は5分～。

## ゲームの概要
特殊なデザインの六面サイコロを振り、役の得点を競う。

### 用具
1～6の数字の替わりに、「$」「G」「R」「E（黒）」「E（緑）」「D」の6文字が各面に刻まれた専用のサイコロを6個用いる。
また、得点を記録するためのメモやチップなどがあると良い。

### ゲームの進行
参加者は順番を決め、1人ずつ手番を行う。
手番では以下の手順を行う。
- 手番の最初は6個全て、二回目以降は役が成立したサイコロを一つ以上取り除いた残りのサイコロを振る。
- 振られた目で役が一つも成立していない場合は、そこで失格となり、その手番での得点は0となる。
- 振られた目に役が一つでも成立していた場合は、次の選択を行う。
  1. 役が成立している組合せを取り除いた上で、残りのサイコロを振りなおす。
  2. 手番を降り、役に応じた得点を記録する。ただし、2.を選択するには合計で500点分以上の役が成立しているか、一度でも2.を選択していることが条件となる（つまり、最初に一度合計500点以上の役を成立させてからでないと、得点を記録することができない）。
- サイコロの目が全て役となった場合には、その時点における役の得点を保持したまま、前述の手順を最初から繰り返す。その後に失格になった場合には、保持した得点を含めて全て失われる。

これらの手順を、手番を降りるか、失格するまで繰り返し、次の参加者に手番を渡す。これを#ゲームの終了条件が満たされるまで繰り返す。
※ 役による得点は、手番を降りて記録しない限り、失格した時点で全て失われる。記録した得点が失われる事はない。

### ゲームの終了条件
参加者のうち、誰かが合計で5000点以上を記録し、5000点を記録した参加者以外の参加者がさらに一回ずつ手番を終えた時点でゲームは終了となる。

### 勝者
ゲーム終了時に記録されている得点の最も高い参加者が勝者となる。

## ゲームの要点
サイコロの振りなおしを繰り返すほど高得点を狙えるものの、欲(Greed)を掻きすぎると全ての得点を失ってしまう。リスクとリターンを判断基準に進退の判断を楽しむゲームとなっている。

## 類似ゲーム
- ポーカーダイス : トランプの柄の刻まれたサイコロを振り、役を競うゲーム。